# Mimagyrta chocoensis
Mimagyrta chocoensis är en fjärilsart som beskrevs av William James Kaye 1919. Mimagyrta chocoensis ingår i släktet Mimagyrta och familjen björnspinnare. Inga underarter finns listade i Catalogue of Life.